# Плакор
Плако́р (грец. plax — площина, рівнина) — пласката або слабохвиляста привододільна ділянка басейну рівнинної річки, в ґрунтовому і рослинному покриві якої найкраще виявлені типові зональні риси (див. також плакорна рослинність). Це також місце розташування (ентопій) і екотоп фітоценозу, які найбільшою мірою вільні від впливу всіх факторів, що затушовують вплив клімату на рослинність. 
Термін «плакор» запропонований Г. М. Висоцьким. В умовах плакорів розвивається найбільш типові ґрунти і типова рослинність. До плакору висуваються вимоги усередненого (суглинистого) механічного складу, помірної піднесеності і дренованості, повної рівнинності. У чистому вигляді плакори досить рідкісні, але це поняття зручне для побудови різного роду теоретичних схем. 
Крім того, багато місцеперебувань настільки незначно відрізняються від плакору, що можуть розглядатися як останнай (схили з невеликими експозиціями, високі рівні річкових заплав тощо). Вивчення плакорної рослинності кладуть в основу геоботанічного районування території та визначення стратегій її раціонального використання. Розвинені угруповання плакору — кліматичний клімакс району.